# Клейн, Август
А́вгуст Клейн (лит. Augustas Kleinas; 1870, Ловичский уезд Варшавской губернии — после 1913) — виленский архитектор немецкого происхождения, представитель историзма.

## Биография

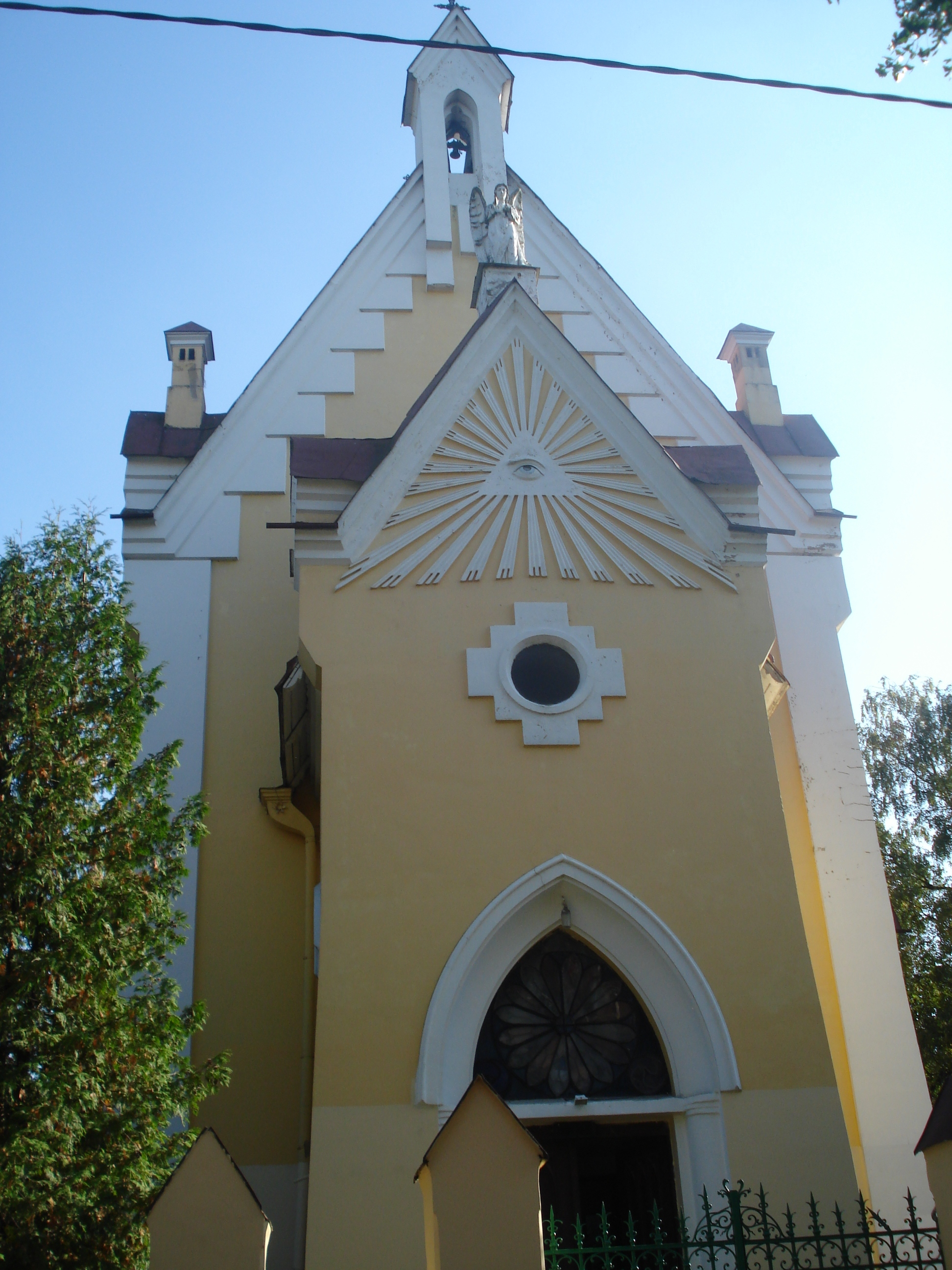
Костёл Божия Провидения (1911)

В 1891—1896 годах учился в Институте гражданских инженеров императора Николая I; окончил с серебряной медалью.
В 1898 году обосновался в Вильне. Строил здания в городе и в окрестностях, на территории современной Литвы.
В 1908 году вместе с архитектором Владиславом Стипулковским основал первое частное строительное бюро в Вильне (действовало до 1912 года). Преподавал в воскресной школе технического рисования и черчения, учреждённой банкиром и меценатом Юзефом Монтвиллом.

## Проекты
Важнейшие проекты реализованы в Вильнюсе. К наиболее значительным относятся:

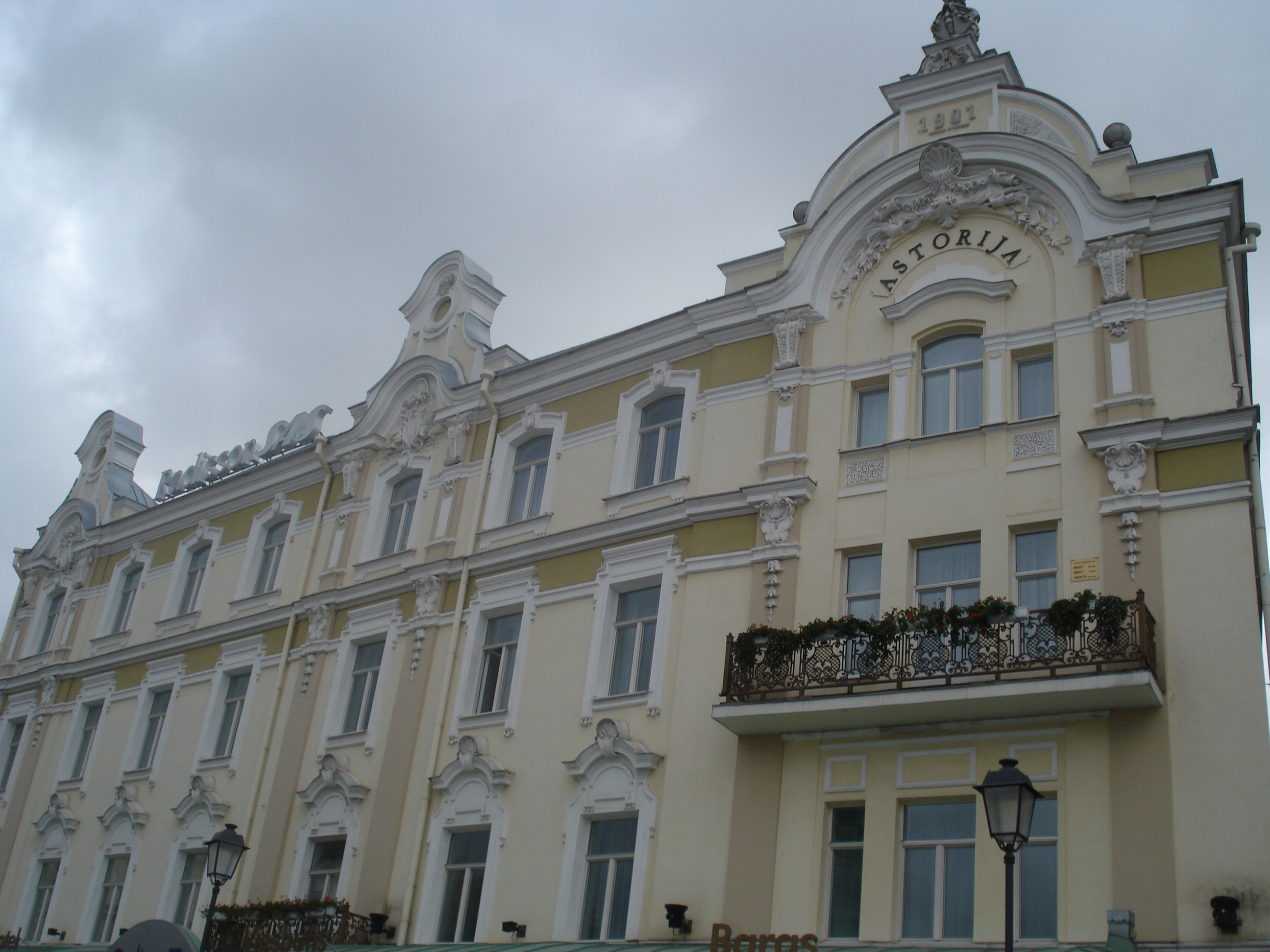
Гостиница «Италия»

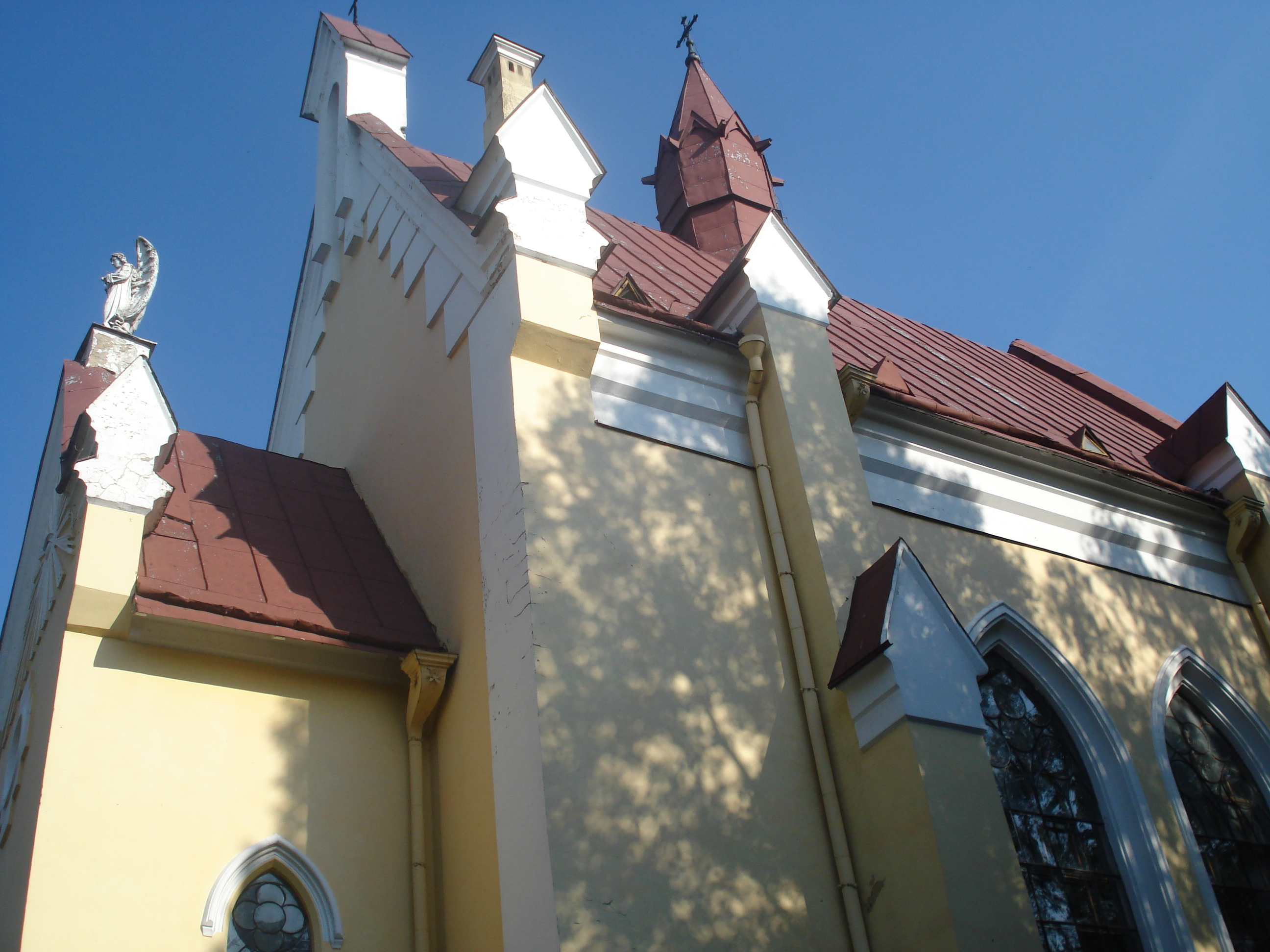
Костёл Божия Провидения (1911)

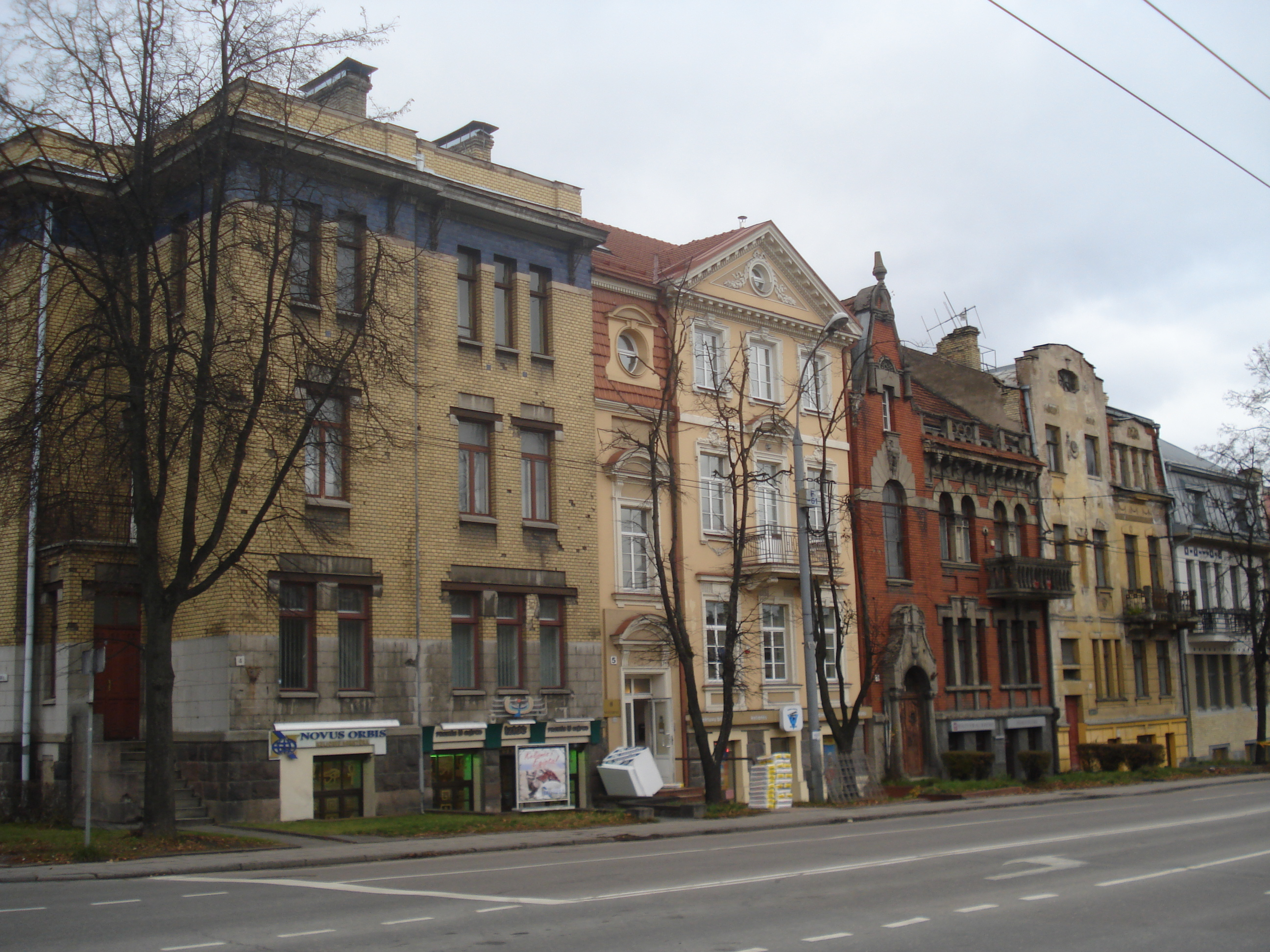
Монтвилловская колония на Лукишках

- Гостиница «Италия» на Большой улице (1901; ныне „Radisson SAS Astorija“ на улице Диджёйи (Didžioji g. 35/2, в советское время улица Горького). При радикальной перестройке дома Витольда Вагнера был достроен четвёртый этаж и фасаду были приданы необарочные формы. Здание реконструировано в 1998 году[2].
- Ансамбль дворца инженера, предпринимателя, общественного деятеля Пятраса Вилейшиса на Антоколе (1906; ныне Институт литовской литературы и фольклора (Antakalnio g. 6) с необарочными формами. Часть комплекса предназначалась для публичных мероприятий и общественной деятельности. В 1907 году во дворце Вилейшиса была устроена первая литовская художественная выставка, в межвоенные годы действовали Литовское научное общество и литовское общество просвещения «Ритас», ныне располагается Институт литовской литературы и фольклора[3].
- Вилла графини Л. Солтан в стиле позднего модерна на улице Чюрлёнё (1911, M. K. Čiurlionio g. 76).
- Доходный дом О. Годунцовой в стиле позднего модерна на улице Витауто (1911, Vytauto g. 11).
- Костёл Божия Провидения на Доброй Раде (1911; улица Гяросёс Вильтес, Gerosios Vilties g. 17).
- Так называемые колонии жилых домов Юзефа Монтвилла, то есть городских коттеджей домовых товариществ, на Снипишках, Россе (1899—1903), Лукишках (1911).

Помимо того, создал проекты часовни на кладбище в Ширвинтах (1904), мавзолей семейства Вагнеров на кладбище в Солечниках (начало XX века).